# (11427) Willemkolff
(11427) Willemkolff ist ein Asteroid des Hauptgürtels, der am 24. September 1960 von dem niederländischen Astronomenehepaar Cornelis Johannes van Houten und Ingrid van Houten-Groeneveld entdeckt wurde. Die Entdeckung geschah im Rahmen des Palomar-Leiden-Surveys, bei dem von Tom Gehrels mit dem 120-cm-Oschin-Schmidt-Teleskop des Palomar-Observatoriums aufgenommene Feldplatten an der Universität Leiden durchmustert wurden.
Der Asteroid wurde am 26. September 2007 nach dem niederländischen Internisten Willem Kolff (1911–2009) benannt, der 1942 den ersten Trommeldialysator bauen ließ und damit nach mehreren Fehlschlägen im September 1945 seinen ersten Heilerfolg verzeichnen konnte.